# Грэм, Норрис
Норрис «Нори» Джеймс Грэм (англ. Norris "Norey" James Graham; 25 октября 1906, Портленд — 9 июля 1980, Туолумне-Сити, Калифорния) — американский гребной рулевой, выступавший за сборную США по академической гребле в начале 1930-х годов. Чемпион летних Олимпийских игр в Лос-Анджелесе, победитель и призёр многих студенческих регат.

## Биография
Норрис Грэм родился 25 января 1906 года в городе Портленд, штат Орегон.
Занимался академической греблей во время учёбы в Калифорнийском университете в Беркли, состоял в местной гребной команде «Калифорния Голден Бирс», в качестве рулевого неоднократно принимал участие в различных студенческих регатах, в частности в восьмёрках в 1932 году выигрывал чемпионат Межуниверситетской гребной ассоциации (IRA).
Наивысшего успеха в гребле на международном уровне добился в сезоне 1932 года, когда, ещё будучи студентом университета, вошёл в основной состав американской национальной сборной и благодаря череде удачных выступлений удостоился права защищать честь страны на домашних летних Олимпийских играх в Лос-Анджелесе. В составе распашного экипажа-восьмёрки в финале обошёл всех своих соперников, в том числе на две десятых секунды опередил ближайших преследователей из Италии, и тем самым завоевал золотую олимпийскую медаль.
В 1969 году, как и все члены американской олимпийской восьмёрки, за выдающиеся спортивные достижения был введён в Зал славы Национального гребного фонда.
Впоследствии работал в компании по продаже сварочного оборудования в Лонг-Бич.
Умер 9 июля 1980 года в поселении Таоламн, штат Калифорния, в возрасте 73 лет.